# Bellecroix
Bellecroix est un quartier de la ville de Metz situé sur une colline boisée, séparé du centre-ville par la Seille.

## Géographie

### Situation
Le bas du quartier est marqué par les fortifications de Cormontaigne, avec notamment la fortification de Bellecroix, offrant une vue sur le centre de Metz. Quartier d’habitats constitués d’ensembles collectifs, il est en grande partie classé quartier prioritaire, avec 3 062 habitants en 2018.

#### Ancienne division
Avant l'annexion à Metz de la commune de Plantières Queuleu, Bellecroix était divisé entre cette dernière et la ville, comprenant elle sa moitié ouest.

## Toponymie
Belle-Croix (La Double-Couronne de) : 
— Ou haut de Desiremont c'on dict la Belle-Croix, 1497 (chron. Ph. de Vign.).
— Le Crucifis en Dessiremont, 1497 (chron. Ph. de Vign.).
— La Maison de Belle-Croix on hault de Desirmont, 1518 (chron. Ph. de Vign.).
— La Belle-Creux, 1552 (chron. rim. Au.).
— Le Mont à la Belle-Croix, 1553 (Siége de Metz, par Salignac).
— La Belle-Croix vers Saint-Julien, 1635 (Journ. J. Bauch.).
fort, commune de Metz : voy. Desiremont.
Le fort de Belle-Croix fut élevé par Cormontaigne en 1734 pour défendre les abords de Metz.

## Histoire
Le nom de Bellecroix est associé à celui de d'Esiremont.
Il désigne en fait la colline sur le flanc de laquelle se trouvait autrefois le village de Saint-Julien(-les-Metz) et le lieu-dit de Belle Croix.
Ce nom vient d'une grande croix en pierre qui y était situé.
Plus tard, Eve de Gournay y fit construire une chapelle qu'elle offrit aux Grands Carmes de Metz. 
Cette chapelle devint rapidement un lieu de pèlerinage. Chapelle et croix furent détruites en 1731 pour faire place à la construction du fort de Bellecroix.

## Administration
Il appartient au canton de Metz-Ville-2.

## Lieux et monuments

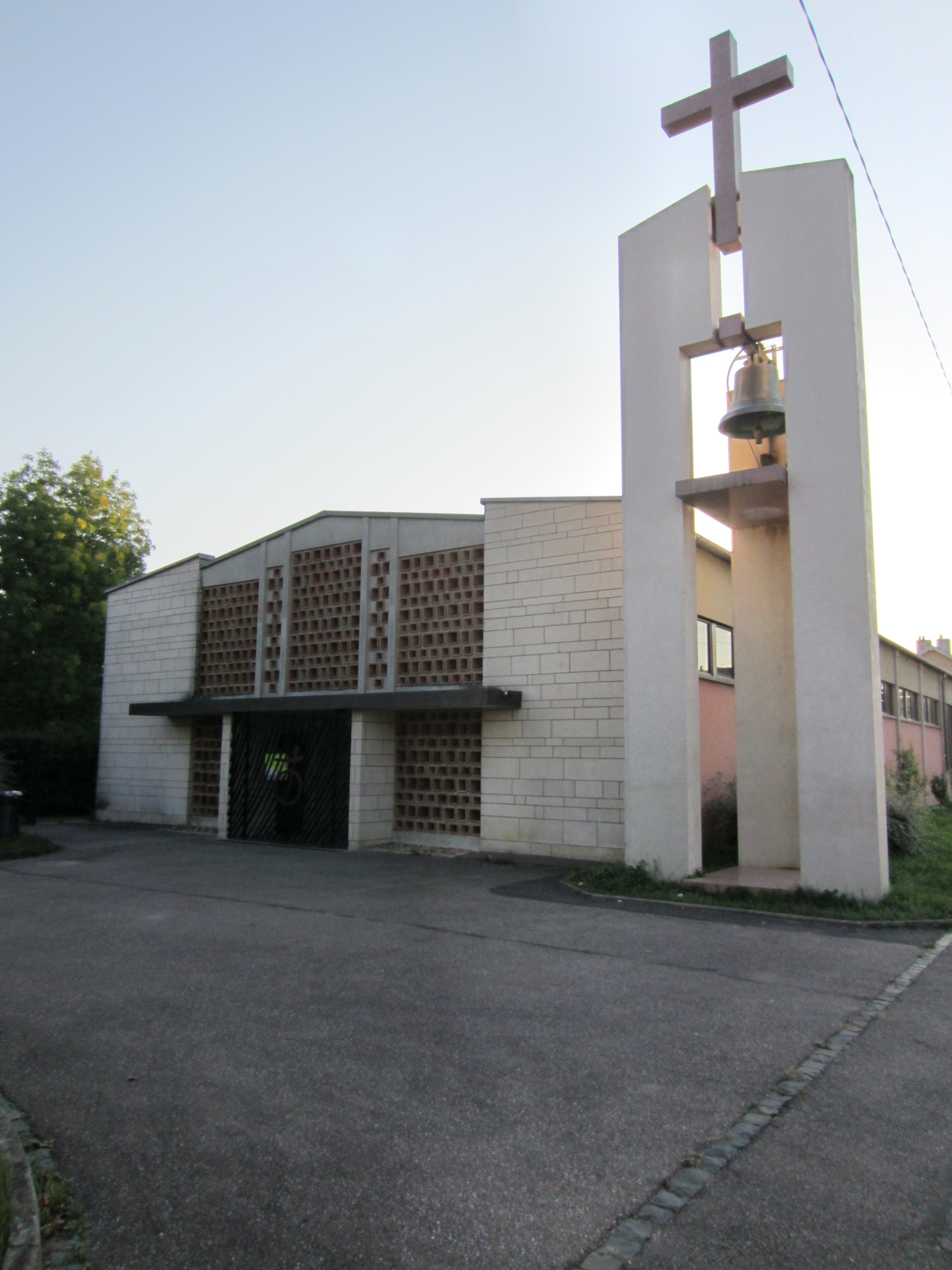
Église Saint-François-d’Assise.

- Église Saint-François-d’Assise, 10 rue des Sinsignottes ;
- Fortification de Bellecroix : situé à l’est de l’Ancienne Ville sur la rive droite de la Seille, il fait partie des fortifications de Metz. Il est bordé d’une double couronne construite entre 1734 et 1740, entre la porte des Allemands et la Moselle. Après 1950, le fort est partiellement détruit pour construire des barres d’habitations dans le quartier. L’actuel circuit des remparts proposé par la municipalité permet de visiter ces vestiges ainsi que les remparts médiévaux le long de la Seille ;
- La caserne Steinmetz, le long du boulevard de Trèves.